# Новосельское сельское поселение (Вяземский район)
Новосельское сельское поселение — муниципальное образование в составе Вяземского района Смоленской области России.
Административный центр — деревня Новое Село.
Главой поселения и Главой администрации является Журальская Наталья Анатольевна .

## Географические данные
- Расположение: центральная часть Вяземского района
- Граничит:
  - на севере — с Каснянским сельским поселением
  - на северо-востоке — с Мещёрским сельским поселением
  - на востоке — с Тумановским сельским поселением
  - на юго-востоке — с Ермолинским сельским поселением
  - на юге — со Степаниковским сельским поселением
  - на юго-западе — с Вяземским городским поселением
  - на западе — с Андрейковским сельским поселением
- По территории поселения проходят железные дороги Вязьма — Ржев, имеются станции: Фомкино, Новое Село, Кокорево; Москва — Минск, имеются станции: Зубаревка, Комягино, Подъёлки.

По территории поселения проходят автодороги М1 «Беларусь» и Р134 «Старая Смоленская дорога» Смоленск — Дорогобуж — Вязьма — Зубцов.
- Крупные реки: Вязьма, Касня.

## История
Образовано Законом Смоленской области от 28 декабря 2004 года.
Законом Смоленской области от 25 мая 2017 года в Новосельское сельское поселение были включены все населённые пункты Каснянского сельского поселения.

## Население
| 2011  | 2012  | 2013  | 2014  | 2015  | 2016  | 2017  |
| ----- | ----- | ----- | ----- | ----- | ----- | ----- |
| 1882  | ↘1809 | ↘1772 | ↗1812 | ↘1807 | ↘1795 | ↘1780 |
| 2018  | 2019  | 2020  | 2021  |       |       |       |
| ↗2386 | ↘2354 | ↗2355 | ↗2535 |       |       |       |

## Населённые пункты
На территории поселения находятся 44 населённых пункта:
| №  | Населённый пункт | Тип     | Население |
| -- | ---------------- | ------- | --------- |
| 1  | Андроново        | деревня | 12        |
| 2  | Бобосовка        | деревня | 10        |
| 3  | Богданово        | деревня | 14        |
| 4  | Бородино         | деревня | 407       |
| 5  | Быково           | деревня | 4         |
| 6  | Быково           | деревня | 73        |
| 7  | Горельково       | деревня | 17        |
| 8  | Горлово          | деревня | 9         |
| 9  | Горовидка        | деревня | 27        |
| 10 | Денисово         | деревня | 8         |
| 11 | Дрожжино         | деревня | 46        |
| 12 | Ефремово         | деревня | 2         |
| 13 | Зенкино          | деревня | 6         |
| 14 | Зубаревка        | деревня | 16        |
| 15 | Каменная Гора    | деревня | 22        |
| 16 | Касня            | деревня | 488       |
| 17 | Кокорево         | деревня | 78        |
| 18 | Коммуна          | деревня | 30        |
| 19 | Комягино         | деревня | 21        |
| 20 | Левково          | деревня | 7         |
| 21 | Лешутиха         | деревня | 4         |
| 22 | Максимково       | деревня | 7         |
| 23 | Меркучево        | деревня | 21        |
| 24 | Мясоедово        | деревня | 28        |
| 25 | Новое Левково    | деревня | 148       |
| 26 | Новое Село       | деревня | 825       |
| 27 | Новые Дворы      | деревня | 10        |
| 28 | Новый Ржавец     | деревня | 72        |
| 29 | Подолье          | деревня | 2         |
| 30 | Подъелки         | деревня | 2         |
| 31 | Сакулино         | деревня | 12        |
| 32 | Селеево          | деревня | 6         |
| 33 | Семово           | деревня | 60        |
| 34 | Сковородкино     | деревня | 12        |
| 35 | Староселье       | деревня | 20        |
| 36 | Старый Ржавец    | деревня | 6         |
| 37 | Трегубово        | деревня | 3         |
| 38 | Фатино           | деревня | 0         |
| 39 | Фёдоровское      | деревня | 5         |
| 40 | Фомкино          | деревня | 15        |
| 41 | Фомкино          | станция |           |
| 42 | Чернобаево       | деревня | 3         |
| 43 | Щелканово        | деревня | 4         |
| 44 | Ясная Поляна     | деревня | 27        |